# Ebenovec
Ebenovec (znanstveno ime Diospyros) je rod 700 vrst listnatih in zimzelenih dreves in grmovnic. Večina vrst je domorodnih v tropih in le nekatere vrste segajo tudi v regije z zmernim podnebjem. Posamezne vrste, ki so cenjene zaradi trdega, težkega in temnega lesa, so splošno znane kot ebenovinasta drevesa, medtem ko so druge cenjene zaradi svojih sadežev in znane kot drevesa kaki drevesa. Nekatere so uporabne kot okrasne rastline, mnoge pa so lokalnega ekološkega pomena. Vrste tega rodu so na splošno dvodomne, z ločenimi moškimi in ženskimi rastlinami.

## Taksonomija in etimologija
Rodovno ime Diospyros izhaja iz latinskega imena za kavkaški kaki (D. lotus), ki izhaja iz grškega διόσπυρος : dióspyros, iz diós (Διός) in pyrós (πῡρός). Grško ime dobesedno pomeni »Zevsova pšenica«, bolj splošno pa pomeni »božanska hrana« ali »božanski sadež«.
Rod je velik in število vrst je bilo ocenjeno različno, odvisno od datuma vira. Seznam kraljevih botaničnih vrtov v Kewu vsebuje več kot 1000 vnosov, vključno s sinonimi in predmeti z nizko stopnjo zaupanja. Več kot 700 vrst je označenih z visoko stopnjo zaupanja.
Najstarejši fosili iz rodu segajo v eocen, kar kaže, da je bil Diospyros v tem času široko razširjen po severni polobli.

## Kemotaksonomija
Dokazano je, da listi Diospyros blancoi vsebujejo izoarborinol metil eter (imenovan tudi cilindrin) in maščobne estre α- in β-amirina. Tako izoarborinol metil eter kot mešanica amirina sta pokazali protimikrobno delovanje proti Escherichia coli, Pseudomonas aeruginosa, Candida albicans, Staphylococcus aureus in Trichophyton interdigitale. Protivnetne in analgetične lastnosti so bile dokazane tudi za izolirano mešanico amirina.

## Ekologija
Vrste Diospyros so pomembna in vpadljiva drevesa v številnih njihovih domačih ekosistemih, kot so nižinski suhi gozdovi nekdanjega Maui Nuija na Havajih, kaspijski hirkanski mešani gozdovi, suhi listopadni gozdovi Katiar–Gir, deževni gozdovi otočja Louisiade, nižinski gozdovi Madagaskarja, suhi listnati gozdovi doline reke Narmada, sklerofitna vegetacija Nove Kaledonije, mangrove Nove Gvineje ali gorski deževni gozdovi jugozahodnih Gatov. Zeleni sadeži so bogati s tanini, zato se jih večina rastlinojedih živali izogiba; ko dozorijo, pa jih nestrpno pojedo številne živali, kot je redka adersov duiker (Cephalophus adersi).
Listje uporabljajo kot hrano ličinke številnih vrst Lepidoptera.

## Uporaba pri ljudeh
Rod vključuje več komercialno pomembnih rastlin, bodisi zaradi užitnega sadja (kaki) bodisi zaradi lesa (ebenovina). Slednji se v trgovini delijo v dve skupini: čista črna ebenovina (zlasti iz D. ebenum, pa tudi več drugih vrst) in progasta ebenovina ali les kalamandra (iz D. celebica, D. mun in drugih). Večina vrst v rodu proizvede malo ali nič tega črnega lesa ebenovine; njihov trd les (npr. ameriškega kakija, D. virginiana) se lahko še vedno uporablja bolj omejeno.
Listi ebenovine Coromandel (D. melanoxylon) se uporabljajo za zvijanje južnoazijskih beedi cigaret. V zeliščarstvu se uporablja več vrst, D. leucomelas pa daje vsestransko medicinsko spojino betulinsko kislino. Izvlečki iz rastlin Diospyros so bili predlagani tudi kot novo protivirusno zdravljenje. Čeprav čebele nimajo ključne vloge opraševalcev, je Diospyros v nasadih lahko uporaben kot medovite rastline. D. mollis, lokalno znan kot mặc nưa, se v Vietnamu uporablja za barvanje znamenite črne svile lãnh Mỹ A iz okrožja Tân Châu.
Spoštovanje teh dreves v njihovem domačem območju se odraža v njihovi uporabi kot cvetličnih emblemov. V Indoneziji je D. celebica (makassarska ebenovina, lokalno znana kot eboni) provincialno drevo osrednjega Sulavezija, medtem ko je ajan kelicung (D. macrophylla) drevo zahodne Nusa Tenggara. Emblem japonskega otoka Išigaki je Yaeyama kokutan (D. ferrea). Zlato jabolko (Diospyros decandra), v vietnamščini imenovano Trái thị, je drevo v basni Tấm Cám. Je tudi provincialno drevo v provincah Čantaburi in Nakon Patom na Tajskem, medtem ko je črno-bela ebenovina (D. malabarica) v provinci Ang Thong. Ime tajskega okrožja Amphoe Tha Tako dobesedno pomeni »okrožje pomola Diospyros«, slednje je priljubljeno lokalno zbirališče.

### Užitnost
Kaki je ime za drevo in užitne vrste sadežev drevesnih rastlin iz tega rodu. Sadeži številnih vrst niso užitni za ljudi, naslednje vrste pa dajejo užitne sadeže:
- Diospyros kaki, najbolj razširjena vrsta kakija izvira iz Kitajske. Drevo ima široke, trde liste, ki pozimi odpadejo. V kitajščini ga imenujejo shizi (柿子), v japonščini pa kaki (柿).
- Diospyros lotus je doma v jugozahodni Aziji in v južni Evropi. Sadež je bil cenjen v stari Perziji in Grčiji. Grki so ga imenovali naravna sladica, sicer pa kaki v splošnem v grščini imenujejo lotós (Λωτός).
- Diospyros virginiana je doma na vzhodu Severne Amerike. Sadež ima več koristnih sestavin kot najpogostejši kitajski oz. japonski kaki (Diospyros kaki): vitamin C, kalcij, železo in kalij. Les drevesa je podoben ebonovini in ga uporabljajo kot nadomestek, na primer v glasbilih.
- Diospyros digyna ali črni kaki je doma v Mehiki. Sadež ima zeleno lupino in belo meso, ki pa počrni, ko sadež dozori.
- Diospyros discolor je doma na Filipinih. Zrel sadež je živo rdeč.
- Diospyros peregrina je počasi rastoče drevo iz Zahodne Bengalije. Ni tako okusen kot druge vrste kakija in ga bolj cenijo zaradi zdravilnih lastnosti kot zaradi okusa.

## Izbrane vrste
- Diospyros abyssinica (Hiern) F.White
- Diospyros acuminata (Thwaites) Kosterm.
- Diospyros alatella Kosterm.
- Diospyros andamanica (Kurz) Bakh.
- Diospyros apiculata (R.Br.) Hiern
- Diospyros areolata King & Gamble
- Diospyros artanthifolia Mart. ex Miq.
- Diospyros atrata (Thwaites) Alston
- Diospyros attenuata Thwaites
- Diospyros australis (R.Br.) Hiern – rumeni kaki, črna sliva, "siva sliva"
- Diospyros beccarioides Ng
- Diospyros borneensis Hiern
- Diospyros britannoborneensis Bakh.
- Diospyros buxifolia (Blume) Hiern
- Diospyros cambodiana Lecomte
- Diospyros candolleana Wight
- Diospyros celebica Bakh. – Makassar ebenovina
- Diospyros chaetocarpa Kosterm.
- Diospyros chamaethamnus Mildbr. – peščeno jabolko
- Diospyros chloroxylon Roxb.
- Diospyros clementium Bakh.
- Diospyros confertiflora (Hiern) Bakh.
- Diospyros cordata (Hiern) Bakh.
- Diospyros coriacea Hiern
- Diospyros crassiflora Hiern – Gabonska ebenovina, Gabonska ebenovina, Afriška ebenovina, Zahodnoafriška ebenovina, Beninska ebenovina
- Diospyros crockerensis Ng
- Diospyros curranii Merr.
- Diospyros daemona Bakh.
- Diospyros decandra Lour. – zlato jabolko
- Diospyros dichrophylla (Gand.) De Winter
- Diospyros dictyoneura Hiern
- Diospyros diepenhorstii Miq.
- Diospyros discocalyx Merr.
- Diospyros discolor Willd. – kamagong, mabolo, masleno sadje, žametno jabolko
- Diospyros duclouxii
- Diospyros ebenum J.Koenig ex Retz. – cejlonska ebenovina, indijska ebenovina, "ebenovina"
- Diospyros elliptifolia Merr.
- Diospyros eriantha Champ. ex Benth.
- Diospyros eucalyptifolia Bakh.
- Diospyros euphlehia Merr.
- Diospyros evena Bakh.
- Diospyros everettii Merr.
- Diospyros fasciculosa (F.Muell.) F.Muell.
- Diospyros ferox Bakh.
- Diospyros ferrea (Willd.) Bakh.
- Diospyros ferruginescens Bakh.
- Diospyros foxworthyi Bakh.
- Diospyros frutescens Blume
- Diospyros fusiformis Kosterm.
- Diospyros geminata (R.Br.) F.Muell.
- Diospyros hallieri Bakh.
- Diospyros havilandii Bakh.
- Diospyros hebecarpa A.Cunn. ex Benth.
- Diospyros hillebrandii (Seem.) Fosberg
- Diospyros hirsuta L.f.
- Diospyros humilis (R.Br.) F.Muell. –Queenslandska ebenovina
- Diospyros inconstans Jacq.
- Diospyros insignis Thw.
- Diospyros insularis Bakh. – Papuanska ebenovina
- Diospyros kaki L.f. – Japonski kaki, kaki kaki, azijski kaki
- Diospyros keningauensis Ng
- Diospyros korthalsiana Hiern
- Diospyros kurzii Hiern – Andamanski marmorni les
- Diospyros lanceifolia Roxb.
- Diospyros lateralis Hiern
- Diospyros leucomelas Poir.
- Diospyros longibracteata Lecomte
- Diospyros lotus L. – datljeva sliva, kavkaški kaki, lila kaki
- Diospyros lunduensis Ng
- Diospyros lycioides Desf. – bushveld modri grm
  - subsp. guerkei (Kuntze) De Winter
  - subsp. nitens (Harv. ex Hiern) De Winter
  - subsp. sericea (Bernh.) De Winter
- Diospyros mabacea (F.Muell.) F.Muell. – rdečeplodna ebenovina
- Diospyros macrophylla Blume
- Diospyros maingayi (Hiern) Bakh.
- Diospyros major (G.Forst.) Bakh.
- Diospyros malabarica (Desr.) Kostel. – črno-bela ebenovina, bleda mesečeva ebenovina, malabarska ebenovina, drevo gaub
- Diospyros maritima Blume
- Diospyros marmorata R.Parker – marmorni les ebenovina, "marmorni les"
- Diospyros melanoxylon Roxb. – Coromandel ebenovina, vzhodnoindijska ebenovina
  - var. tupru (Buch.-Ham.) V.Singh
- Diospyros mespiliformis Hochst. ex A.DC. – šakalove jagode, "afriška ebenovina"
- Diospyros mindanaensis Merr.
- Diospyros montana Roxb.
- Diospyros mun A.Chev. ex Lecomte – mun ebenovina
- Diospyros muricata Bakh.
- Diospyros neurosepala Bakh.
- Diospyros nigra (J.F.Gmel.) Perrier – črni sapote, čokoladni puding sadje, "črni kaki"
- Diospyros oligantha Merr.
- Diospyros oocarpa Thwaites
- Diospyros oppositifolia Thwaites
- Diospyros ovalifolia Wight
- Diospyros parabuxifolia Ng
- Diospyros pendula Hasselt ex Hassk.
- Diospyros penibukanensis Bakh.
- Diospyros pentamera (F.Muell.) Woods & F.Muell. – mirta ebenovina, sivi kaki, črna mirta, siva sliva
- Diospyros perfida Bakh.
- Diospyros pilosanthera Blanco
- Diospyros piscicapa Ridl.
- Diospyros plectosepala Hiern
- Diospyros puncticulosa Bakh.
- Diospyros pyrrhocarpa Miq.
- Diospyros quaesita Thwaites
- Diospyros racemosa Roxb.
- Diospyros revaughanii Rich.
- Diospyros rhombifolia Hemsl.
- Diospyros ridleyi Bakh.
- Diospyros rigida Hiern
- Diospyros rufa King & Gamble
- Diospyros sandwicensis (A.DC.) Fosberg
- Diospyros seychellarum (Hiern) Kosterm.
- Diospyros siamang Bakh.
- Diospyros simaloerensis Bakh.
- Diospyros singaporensis Bakh.
- Diospyros squamifolia Kosterm.
- Diospyros squarrosa Klotzsch – trda zvezdasta jagoda
- Diospyros styraciformis King & Gamble
- Diospyros subrhomboidea King & Gamble
- Diospyros subtruncata Hochr.
- Diospyros sulcata Bourd.
- Diospyros sumatrana Miq.
- Diospyros tessellaria Poir. – Mavricijska ebenovina
- Diospyros texana Scheele – teksaški kaki, mehiški kaki, "črni kaki"
- Diospyros thwaitesii (Hiern) Bedd.
- Diospyros tuberculata Bakh.
- Diospyros ulo Merr.
- Diospyros venosa Wall. ex A.DC.
  - var. olivacea (King & Gamble) Ng
- Diospyros virginiana L. – Ameriški kaki, vzhodni kaki, navadni kaki, oposumov les, "simmon", "sladkorna sliva"
- Diospyros walkeri (Wight) Gürke
- Diospyros wallichii King & Gamble
- Diospyros whyteana (Hiern) P.White – Cape ebenovina

- Diospyros revaughanii na Mavriciju
- Diospyros virginiana v Tampi, Florida
- Diospyros whyteana vejica z mladim plodom
- Diospyros eriantha listi
- Diospyros ferrea, počasna rast
- Diospyros blancoi, znan tudi kot tajvanska ebenovina, počasna rast